# Eugenio II di Costantinopoli
Eugenio II (in greco Ευγένιος Β΄; Plovdiv, 1780 – Costantinopoli, 27 luglio 1822) è stato un arcivescovo ortodosso greco con cittadinanza ottomana, che ha ricoperto la carica di Patriarca ecumenico di Costantinopoli tra il 1821 e il 1822.

## Biografia
Prima di ascendere al trono patriarcale, fu vescovo metropolita di Anchialo (Pomorie), in Bulgaria. Eugenio fu tra i vescovi metropolitani tenuti in ostaggio da Mahmud II insieme al patriarca Gregorio V quando scoppiò la Guerra d'indipendenza greca nel 1821. Il 10 aprile, Gregorio V e il suo predecessore, Cirillo VI, furono impiccati dagli Ottomani alla porta centrale del Patriarcato ecumenico. Il metropolita Eugenio, all'epoca ancora prigioniero, fu eletto patriarca e assunse il nome di Eugenio II. Morì di malattia cardiaca nel luglio 1822.